# Kaikhosru Shapurji Sorabji
Kaikhosru Shapurji Sorabji (14 de agosto de 1892 – 15 de outubro de 1988) foi um compositor e pianista britânico de origem parse e britânica. Seu nome ao nascimento era Leon Dudley Sorabji, mas foi alterado devido à maior identificação com suas origens orientais.
A música de Sorabji é altamente influenciada por nomes como Godowsky, Alkan, Reger e principalmente Busoni, no qual se inspirou para retomar o uso de formas barrocas (prelúdio coral, passacaglia, fuga, etc.).
Retraído, Sorabji, que sempre recusava entrevistas, proibiu a execução pública de suas músicas por muitos anos.

## Obra
Kaikhosru Sorabji escreveu:
- Fantaisie Espagnole (1919);
- Três sinfonias (1921–22; 1930–31; 1942–51);
- Oito concertos para piano e orquestra (1º, 1915–16; a 8º, 1927–28);
- Seis sonatas para piano ("0", 1917; a 5ª, 1934–35);
- Seis sinfonias para piano (Sinfonia Tântrica, 1938–39; a Symphonia claviensis, 1975–76);
- Quatro tocatas para piano (1ª, 1928; a 4ª, 1964–67);
- Três sinfonias para órgão (1924; 1929–32; 1949–53);
- Opus clavisymphonicum (1957–59);
- 100 Estudos Transcendentais (para piano) (1940–44).

E sua obra mais famosa:
- Opus Clavicembalisticum (1929–30), para piano, com duração aproximada de quatro horas e meia.